# Samuel Honrubia
Samuel Honrubia (Béziers, Francuska, 5. srpnja 1986.) je francuski rukometaš i nacionalni reprezentativac. Igra na poziciji lijevog krila te je član pariškog PSG-a.

## Karijera
Honrubia je kao junior, rukomet igrao u klubovima kao što su Montagnac HB, Clermont L'Hérault HB i CREPS Montpellier. 2001. godine postaje članom francuskog velikana Montpelliera u kojem je igrao punih 11 godina. U sezoni 2007./08. Honrubia je na temelju glasova proglašen najboljim lijevim krilom francuskog prvenstva. Te sezone je s klubom osvojio svoju prvu trostruku krunu (francusko prvenstvo, kup i Liga kup).
15. lipnja 2012. Honrubia je prešao u PSG s kojim je potpisao trogodišnji ugovor.
Samuel Honrubia je za francusku reprezentaciju debitirao 2009. godine. Ondje je (kao i u Montpellieru) bio zamjena Michaëlu Guigou, prvom reprezentativnom krilu i jednom od najboljih svjetskih rukometaša. Stalnim članom Francuske, Honrubia je postao 2010. na EP-u u Austriji gdje je odigrao svega jednu utakmicu. 2011. godine rukometaš je bio dio momčadi koja je obranila svjetsko zlato u Švedskoj 2011. Nakon SP-a je zadobio ozljedu zbog koje nije pozvan u reprezentaciju na Europsko prvenstvo u Srbiji, ali se priključio momčadi u drugom krugu nakon odlaska i ozljede Michaëla Guigoua.
Svoje drugo reprezentativno zlato, Samuel Honrubia je osvojio na Olimpijadi u Londonu 2012. gdje je Francuska uspjela protiv Švedske obraniti naslov olimpijskog pobjednika.